# Requiem (cortometraje)
Requiem es un cortometraje británico de terror y drama de 2021 dirigido por Em Gilberston, escrito por Laura Jayne Tunbridge y producido por Michelle Brøndum. Está protagonizado por Bella Ramsey y Safia Oakley-Green.

## Sinopsis
En 1605, el conservadurismo religioso gobierna partes de Inglaterra y los juicios por brujería son un peligro actual para las mujeres inconformistas. Evelyn (Bella Ramsey) intenta evadir la ira de su padre, el ministro Gilbert (Simon Balcon), para estar con su amante Mary (Safia Oakley-Green).

## Reparto
- Bella Ramsey como Evelyn
- Safia Oakley-Green como Mary
- Simon Balcon como Ministro Gilbert
- Sean Buchanan como Ministro Shorter
- Jack Norris como Matthew Shorter
- Jack Condon como Abe
- Juliet Dante como Agnes
- Jason Adam como Josiah

## Producción
El cortometraje fue dirigido por Em Gilbertson y escrito por Laura Jayne Tunbridge. La película fue producida por Michelle Brøndum. El rodaje tuvo lugar en el Museo de Edificios Históricos de Avoncroft en Bromsgrove. Le directore de la película, Em Gilberston, habló a PinkNews sobre la importancia "para todas las personas queer de que no olvidemos nuestra historia. Tenemos que aprender lecciones del pasado para abordar el prejuicio sistémico que aún nos rodea y luchar por nuestro futuro".

## Estreno
En marzo de 2023, el cortometraje estuvo disponible para su visualización en el canal de YouTube Alter. La película se proyectó en el Festival de Cine de Cleveland el 24 de marzo de 2023, antes de proyectarse en el Festival Internacional de Cine Lighthouse en junio de 2023.

## Recepción
Beatrice Fanucci en el GCN de Irlanda describió la "actuación desgarradora" de Ramsey. Lyra Hale en Fangirlish habló de cómo la película "cobró vida maravillosamente" gracias a las actuaciones de Ramsey y Oakley-Green.